# Eurystomina cassiterides
Eurystomina cassiterides is een rondwormensoort uit de familie van de Enchelidiidae. De wetenschappelijke naam van de soort is voor het eerst geldig gepubliceerd in 1977 door Warwick.